# Люсіль Ґран
Ґран Люсіль (фр. Lucile Grahn; 30 червня 1819, Копенгаген — 4 квітня 1907, Мюнхен) — данська артистка балету і хореограф.
Представниця романтичного напрямку. Навчалася в Королівській балетній школі в Копенгагені у А. Бурнонвіля (August Bournonville). Дебютувала в 1829 році. Виступала в балетах А. Бурнонвіля, Ф. Талоні, Ж. Ж. Перро в театрах Копенгагена, Лондона і Парижа. У 1843 гастролювала в Санкт-Петербурзі. У 1848 — 1856 виступала в Німеччині. У 1856 — 1875 (з перервами) працювала балетмейстером у Лейпцигу і Мюнхені.